# Pinguipes
Pinguipes è un genere di pesci ossei marini appartenente alla famiglia Pinguipedidae.

## Distribuzione e habitat
Il genere si trova unicamente lungo le coste meridionali del Sudamerica sia sulla sponda atlantica (P. brasilianus) che su quella pacifica (P. chilensis). Nel mar Mediterraneo è stato catturato in due diverse occasioni P. brasilianus, sicuramente a causa di accidentale introduzione.

## Specie
- Pinguipes brasilianus
- Pinguipes chilensis[2]